# Bukowiec (Wzgórza Bukowe)
Bukowiec – najwyższe wzniesienie głównego grzbietu Wzgórz Bukowych i całego Pobrzeża Szczecińskiego, o wysokości 148,4 m n.p.m., położone w województwie zachodniopomorskim, w powiecie gryfińskim, w gminie Stare Czarnowo, na obszarze Szczecińskiego Parku Krajobrazowego „Puszcza Bukowa”.
Wzgórze jest porośnięte starodrzewem bukowym, położone między przełęczami: Trzech Braci na zachodzie i Bukową na wschodzie. Wierzchołek płaski i rozległy, przecięty płytkim przekopem Drogi Kołowskiej. Na północy stromo opada ku dolinie Zielawy, a na południu ku dolinom Zięby i Wilkowisku.
Na szczycie wieża stalowej konstrukcji, obserwacyjna ochrony przeciwpożarowej lasów, ustawiona w miejscu dawnej, z początku XX w. oraz węzeł znakowanych szlaków turystycznych:
- Szlak Nadodrzański
- Szlak Górski na Bukowiec

0,4 km na północny wschód Mały Bukowiec.